# Campeonato Mundial de Bobsleigh y Skeleton de 2017
El LXII Campeonato Mundial de Bobsleigh y Skeleton se celebró en Königssee (Alemania) entre el 13 y el 26 de febrero de 2017 bajo la organización de la Federación Internacional de Bobsleigh y Skeleton (FIBT) y la Federación Alemana de Bobsleigh y Skeleton.
Inicialmente, el campeonato fue asignado a la ciudad rusa de Sochi, pero la FIBT revocó su decisión dos meses antes del inicio de las competiciones, argumentando que la situación generada por la segunda entrega del informe McLaren, que acusa a Rusia de dopaje de Estado en los Juegos Olímpicos de Sochi 2014, no sería la propicia para el correcto desarrollo de este evento internacional.
Las competiciones se realizaron en el canal de hielo de la Eisarena Königssee.

## Calendario
- Hora local de Alemania (UTC+1).[4]

| Fecha         | Hora        | Evento                               |
| ------------- | ----------- | ------------------------------------ |
| 17 de febrero | 14:15–16:30 | Femenino doble (carreras 1 y 2)      |
| 18 de febrero | 10:30–12:30 | Masculino doble (carreras 1 y 2)     |
| 18 de febrero | 15:15–17:15 | Femenino doble (carreras 3 y 4)      |
| 19 de febrero | 10:30–12:30 | Masculino doble (carreras 3 y 4)     |
| 19 de febrero | 15:00–15:45 | Equipo mixto                         |
| 25 de febrero | 13:30–15:45 | Masculino cuádruple (carreras 1 y 2) |
| 26 de febrero | 13:30–15:45 | Masculino cuádruple (carreras 3 y 4) |

| Fecha         | Hora        | Evento                     |
| ------------- | ----------- | -------------------------- |
| 24 de febrero | 11:00–13:30 | Masculino (carreras 1 y 2) |
| 24 de febrero | 15:00–17:30 | Femenino (carreras 1 y 2)  |
| 25 de febrero | 08:30–11:00 | Femenino (carreras 3 y 4)  |
| 26 de febrero | 08:30–11:00 | Masculino (carreras 3 y 4) |

|  | Carrera final |

## Bobsleigh
| Evento                      | Oro | Plata                                                  | Bronce                                                                       |
| --------------------------- | --- | ------------------------------------------------------ | ---------------------------------------------------------------------------- |
| Masculino doble (19.02)     | Francesco Friedrich · Thorsten Margis · Alemania · 3:16,71 | Justin Kripps · Jesse Lumsden · Canadá · 3:17,91       | Johannes Lochner · Joshua Bluhm · Alemania · 3:17,96                         |
| Masculino cuádruple (26.02) | Francesco Friedrich · Candy Bauer · Martin Grothkopp · Thorsten Margis · Alemania · Johannes Lochner · Matthias Kagerhuber · Joshua Bluhm · Christian Rasp · Alemania · 3:14,10 | —                                                      | Nico Walther · Kevin Kuske · Kevin Korona · Eric Franke · Alemania · 3:14,26 |
| Femenino doble (18.02)      | Elana Meyers Kehri Jones Estados Unidos 3:24,75 | Kaillie Humphries · Melissa Lotholz · Canadá · 3:24,78 | Jamie Greubel Poser Aja Evans Estados Unidos 3:24,98                         |

## Skeleton
| Evento            | Oro                                     | Plata                             | Bronce                                |
| ----------------- | --------------------------------------- | --------------------------------- | ------------------------------------- |
| Masculino (26.02) | Martins Dukurs Letonia 3:23,48          | Axel Jungk · Alemania · 3:23,85   | Nikita Tregubov · Rusia · 3:24,02     |
| Femenino (25.02)  | Jacqueline Lölling · Alemania · 2:35,35 | Tina Hermann · Alemania · 2:35,60 | Elizabeth Yarnold Reino Unido 2:36,08 |

## Competición por equipos
| Evento                                                                           | Oro | Plata | Bronce |
| -------------------------------------------------------------------------------- | --- | --- | --- |
| Equipo mixto skeleton masc. doble bob fem. skeleton fem. doble bob masc. (19.02) | Alemania · Axel Jungk · Mariama Jamanka / · Franziska Bertels · Jacqueline Lölling · Johannes Lochner / · Christian Rasp · 3:21,84 | Alemania · Christopher Grotheer · Stephanie Schneider / · Lisa Buckwitz · Tina Hermann · Nico Walther / · Philipp Wobeto · 3:22,44 | Internacional Alexander Gassner Maria Constantin / Andreea Grecu Anna Fernstädt Richard Oelsner / Marc Rademacher 3:22,69 |

## Medallero
| Núm. | País           | Oro | Plata | Bronce | Total |
| ---- | -------------- | --- | ----- | ------ | ----- |
| 1    | Alemania       | 5   | 3     | 2      | 10    |
| 2    | Estados Unidos | 1   | 0     | 1      | 2     |
| 3    | Letonia        | 1   | 0     | 0      | 1     |
| 4    | Canadá         | 0   | 2     | 0      | 2     |
| 5    | Internacional  | 0   | 0     | 1      | 1     |
| 5    | Reino Unido    | 0   | 0     | 1      | 1     |
| 5    | Rusia          | 0   | 0     | 1      | 1     |
|      | TOTAL          | 7   | 5     | 6      | 18    |